# Lac Musala
Le lac Musala est un lac de la République démocratique du Congo situé dans le district du Haut-Lomami près de Kinda et des lacs Kinda et Kalenga, au sud de Kamina.